# Şeyhbali, Devrekani
Şeyhbali là một xã thuộc huyện Devrekani, tỉnh Kastamonu, Thổ Nhĩ Kỳ. Dân số thời điểm năm 2008 là 167 người.